# Zealaromma
Zealaromma is een geslacht van vliesvleugeligen uit de familie Mymarommatidae. De wetenschappelijke naam van dit geslacht is voor het eerst geldig gepubliceerd in 2007 door Gibson, Read & Huber.

## Soorten
Het geslacht Zealaromma omvat de volgende soorten:
- Zealaromma insulare (Valentine, 1971)
- Zealaromma valentinei Gibson, Read & Huber, 2007